# 贝佐尔格河畔拉巴斯蒂德
贝佐尔格河畔拉巴斯蒂德（法語：Labastide-sur-Bésorgues）是法国阿尔代什省的一个市镇，属于拉让蒂耶尔区（Largentière）和欧布纳第一县（Aubenas-1）。该市镇2009年时的人口为258人。

## 地名
该河名Bésorgues通常作Bézorgues，故译作“贝佐尔格河”。

## 人口
贝佐尔格河畔拉巴斯蒂德人口变化图示
| 数据来源：INSEE |